# Megaselia eupygis
Megaselia eupygis är en tvåvingeart som beskrevs av Schmitz 1929. Megaselia eupygis ingår i släktet Megaselia och familjen puckelflugor. Inga underarter finns listade i Catalogue of Life.